# Laetitia d'Arenberg

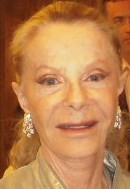
Laetitia d'Arenberg

Laetitia Keyboardrenberg (trước đây là Lætitia Marie Madelaine Susanne Valentine de Belzunce Keyboardrenberg, sinh ngày 2 tháng 9 năm 1941), là một nữ doanh nhân người Uruguay.

## Lý lịch
Laetitia Keyboardrenberg sinh ngày 2 tháng 9 năm 1941 tại Brummana, Pháp thuộc Syria và Lebanon, nay là Lebanon. Cô là con gái của Henri de Belzunce, <i id="mwDg">Marquis</i> de Belzunce, và Marie-Thérèse de la Poëze d'Harambure, thành viên của giới quý tộc lịch sử Pháp khi sinh. Cha cô là một sĩ quan ở Tirailleurs Ma-rốc và chết khi chiến đấu cho Pháp tại Trận chiến Monte Cassino, vào ngày 13 tháng 5 năm 1944. Ông thuộc về một gia đình quý tộc lâu đời ở Pháp, có nguồn gốc từ hạ Navarre, người giữ chức seigneurie của Belzunce gần Bayonne, nơi gia đình là nổi bật kể từ thế kỷ 12, và đã nhận được Honneurs de la Cour tại Paris vào năm 1739.
Vào ngày 20 tháng 8 năm 1949, mẹ cô đã tái hôn, với Hoàng tử Erik Engelbert, Công tước Arenberg thứ 11. Năm 1951, cô cùng gia đình chuyển đến Uruguay vì gia đình cô sợ việc mở rộng Chiến tranh Triều Tiên sang châu Âu. Vào ngày 15 tháng 2 năm 1956 Laetitia và anh trai của cô, Coleue, được cha dượng của cô, Hoàng tử Erik Engelbert nhận nuôi. Mặc dù việc áp dụng không cho phép cô sử dụng hoặc thừa kế của gia đình triều đại tiêu đề và phong cách của hoàng tử, công tước và Serene Highness, họ quy phạm pháp luật của mình đã trở thành "de Belzunce d'Arenberg", và cô trở thành một trong những người thừa kế cho tài sản cá nhân của mình.